# Trial de Sant Llorenç 1990
L'edició de 1990 del Trial de Sant Llorenç fou la 24a d'aquesta prova, organitzada pel Motor Club Terrassa. El trial era la novena prova del Campionat del Món d'aquell any i tingué lloc l'1 de juliol a Viella, Vall d'Aran, amb sortida prop de la zona d'esquí de La Tuca. Hi participaren vora 60 pilots, els quals hagueren de superar 21 zones repartides al llarg d'un recorregut que calia completar 2 vegades.

## Classificació
| Posició | Pilot              | Motocicleta | Punts |
| ------- | ------------------ | ----------- | ----- |
| 1       | Diego Bosis        | Aprilia     | 83    |
| 2       | Tommi Ahvala       | Aprilia     | 84    |
| 3       | Jordi Tarrés       | Beta        | 87    |
| 4       | Amós Bilbao        | Fantic      | 90    |
| 5       | Donato Miglio      | Fantic      | 95    |
| 6       | Bruno Camozzi      | Fantic      | 99    |
| 7       | Thierry Girard     | Montesa     | 104   |
| 8       | Philippe Berlatier | Beta        | 105   |
| 9       | Pascal Couturier   | Beta        | 105   |
| 10      | Robert Crawford    | Beta        | 110   |